# Pícnina

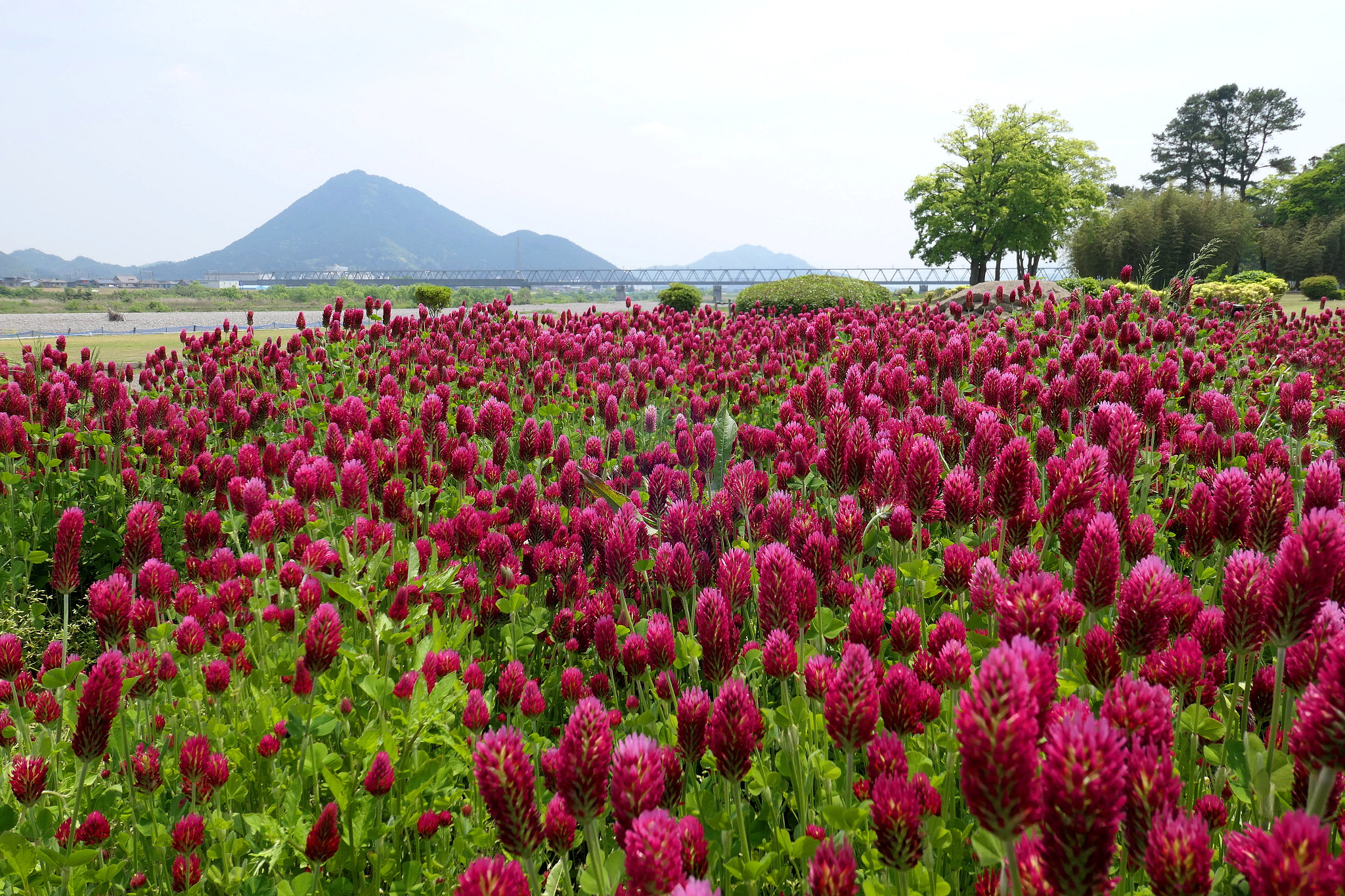
jetel inkarnát

Pícniny jsou rostlinné druhy pěstované ke krmným účelům. Označení se vztahuje na rostliny v porostu, tj. ještě než se sklidí. Pícninářství je speciální úsek rostlinné výroby, zabývající se pěstováním rostlin, které slouží k výživě hospodářských zvířat. V Čechách a na Moravě se pícniny objevily ve 14. století, avšak většího hospodářského významu nabyly teprve od 18. století.
Pícniny se rozlišují na pícní trávy, pícní luskoviny a ostatní. Lze je též rozlišovat podle obsahu převažujících chemických látek na sacharidové a bílkovinné. Někdy se uvádí kategorie polobílkovinné.
Mezi pícniny mírného pásma patří např. jetel a vojtěška, mezi pícniny tropů a subtropů např. opuncie.